# Anticlea switzeraria
Anticlea switzeraria es una especie de polilla perteneciente a la familia Geometridae. La especie fue descrita por primera vez por Francis Walker habiendo sido descrita en 1916, con distribución en América del Norte, especielmante en California. Wright describió la especie a partir de 14 especímenes machos, el holotipo de la especie fue descrita en San Diego (California).

## Descripción
E. switzeraria es una polilla pequeña con una envergadura de 15 a 19 milímetros (0,6 a 0,7 plg) y de color girsáceo. Las antenas del macho son dentadas y similares a las de E. badiata. Las alas anteriores presentan el mismo tipo de mácula que las de E. badiata y E. vasiliata. Estas especies tienen gran similitud en su morfología genital.